# 薇爾德·瑪麗·澤內爾
薇爾德·瑪麗·澤內爾（挪威語：Vilde Marie Zeiner，1999年—）是挪威女演員，因在2012年奇幻電影《尋找聖誕星》裡飾演女主角桑雅而出名。1976年版《尋找聖誕星》桑雅的演員漢納·克羅格十分滿意澤內爾的演繹。
澤內爾亦曾參演電視劇《Costa del Kongsvik》的第二季。

## 影視作品
| 年份   | 名称                         | 角色 |
| ------ | ---------------------------- | ---- |
| 2012年 | 《尋找聖誕星》               | 桑雅 |
| 2016年 | 《Costa del Kongsvik》第二季 |      |

## 外部連結
- 薇爾德·瑪麗·澤內爾在互联网电影资料库（IMDb）上的資料（英文）
- 薇爾德·瑪麗·澤內爾在时光网上的簡介（简体中文）